# 猎神星
群女星（小行星序號：105 Artemis）是一顆主小行星帶的 小行星，於1868年9月16日被J. C.沃森在美國密西根州沃什特瑙郡的安娜堡發現。它是依據希臘神話中的狩獵女神，月亮和逆風女神阿提米斯命名。
它是一顆C-型小行星，這意味著它非常暗，由碳質物質組成。儘管它與S-型小行星福后星族共用相似的軌道，但不同的類型意味著它不屬於福后星族。這顆小行星的光譜顯示了水蝕的證據。
在1988年，當它距離地球僅1.07AU]十，使用了阿雷西博天文台的雷達探測這顆小行星。測得它的雷達散射截面為1,800km2。2010年，在新墨西哥州拉斯克魯塞斯的歐根梅瑟天文台進行光度測量，得到週期37.150 ± 0.001小時的不規則光變曲線。在每次旋轉期間，亮度變化0.16 ± 0.01星等。
根據雷達數據，估計這顆小行星的近地表固體密度3.0+0.9
−0.8 g cm−3。阿雷西博天文台在2006年精密觀察的報導顯示，表面複雜導致各地的反照率不相同。對這顆小行星的光譜分析表明，在某些旋轉角度存在水合礦物，但在其他角度則不存在。
1982年觀測到HD 197999的掩星，估計弦長度為110公里。在1981年至2021年間，曾觀測到它23次的掩星。

## 外部連結
- 猎神星 at AstDyS-2, Asteroids—Dynamic Site
  - Ephemeris · Observation prediction · Orbital info · Proper elements · Observational info
- NASA JPL小天體瀏覽器上的猎神星